# Гуахаба
Гуахаба (исп. Cayo Guajaba) — рифовый остров у северного побережья Кубы, в провинции Камагуэй. Остров находится под управлением муниципалитета Сьерра-де-Кубитас.
Остров входит в состав архипелага Хардинес-дель-Рей и находится к западу от острова Сабиналя, к востоку от Романо, к северу от залива Глория (Bahia de la Gloria) и омывается Атлантическим океаном на севере.